# Rem de competició
En rem, en la modalitat de banc mòbil o també anomenat  rem olímpic , s'usen uns bots amb una sèrie de característiques concretes diferents de les dels bots genèrics.
Totes les embarcacions de rem olímpic són bots fins (d'uns 60 cm d'ample) i una llargària segons les modalitats especificades més endavant. Els remers es col·loquen mirant a popa (d'esquena a la direcció del moviment) uns a continuació dels altres alineats en l'eix de l'embarcació. Van asseguts sobre un carro mòbil que llisca de popa a proa sobre unes vies, permetent al remer flexionar els genolls mantenint els peus fixos sobre unes  pedalines  fixades al bot.

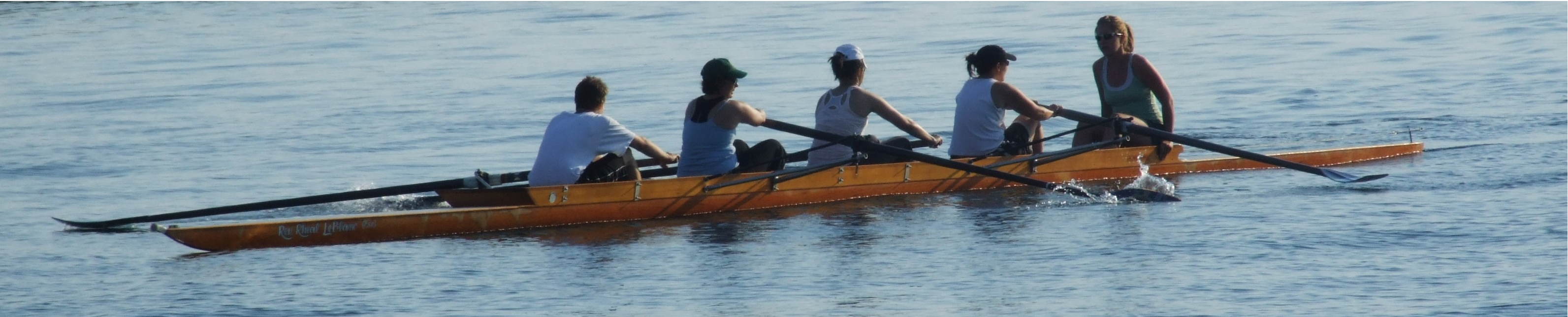
Una 4+ a Toronto

## Parts del bot

### Portants
Són unes estructures que es col·loquen en les bandes (a babord, estribord o ambdues si és couple, vegeu tipus de bots), que serveixen per situar la chumacera fora del bot i permetre així crear una palanca amb el rem al aplicar la força i moure el bot.
Solen construir-se amb tubs d'alumini, o cada vegada més de carboni. Un model usat molt fa alguns anys però cada vegada menys és d'una barra perpendicular al bot una altra cap a popa en diagonal, i una tercera a popa anomenada tirant. Un model més nou són els anomenats portants d'ala per la seva forma.

### Chumacera o forqueta

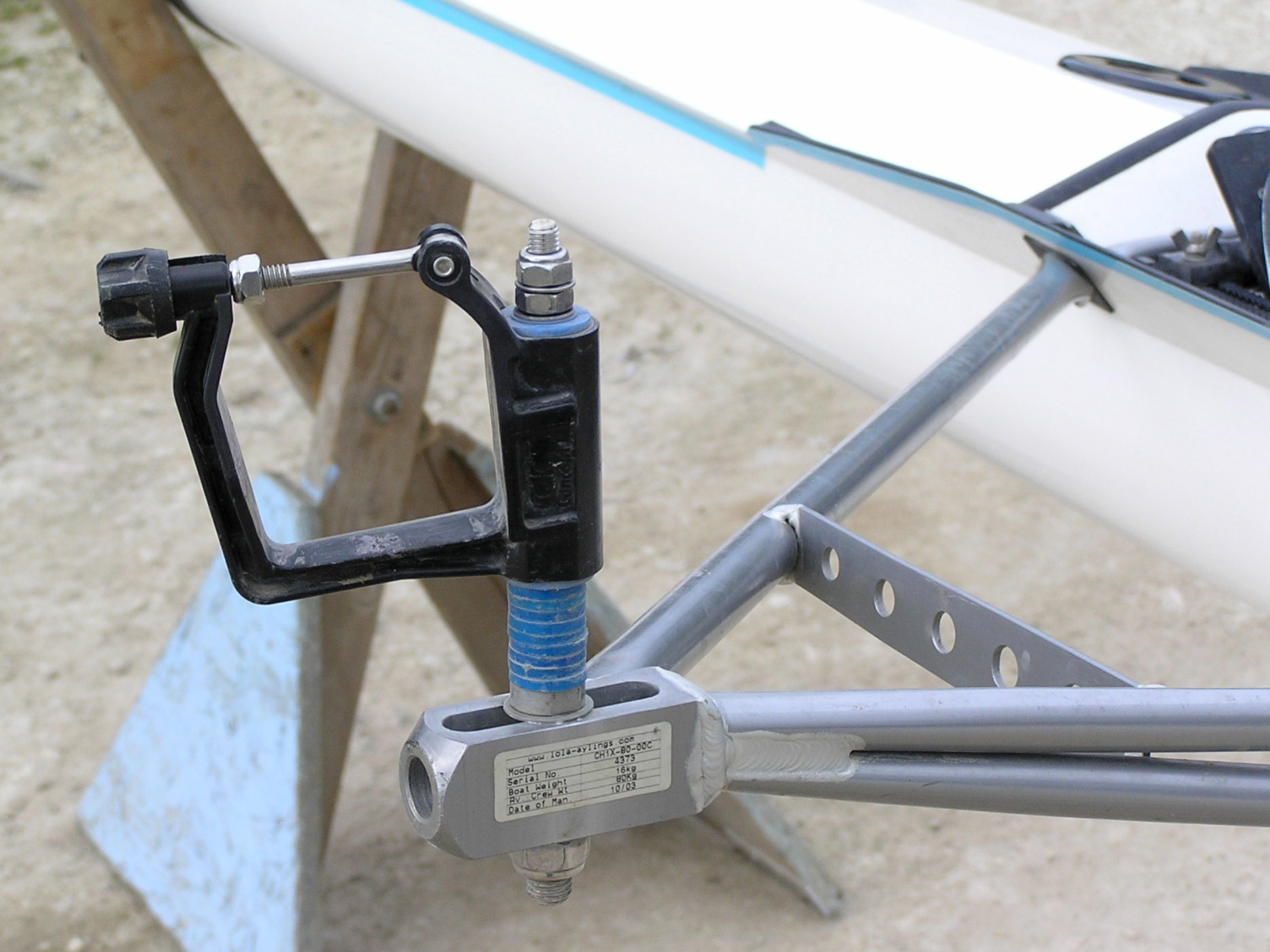
Una escalemera sobre un portant d'alumini

La chumacera o forqueta és una peça on es recolza el rem que li permet girar longitudinalment i en l'eix vertical. Aquesta no permet que el rem rellisqui cap a fora per un topall que té el rem. La distància de la chumacera al centre de l'embarcació es bot modificar per canviar les característiques de la palanca segons la condició del remer.

### Pedalines
Són unes sabatilles fixades al bot on es col·loquen els peus del remer i on s'aplica la força de les cames del remer. Les pedalines estan inclinades un angle d'uns 45° respecte l'horitzontal.

### Carro i vies
El carro és un selló amb unes rodes que fan que es pugui moure al llarg de les vies, alineades amb l'eix del bot, on el remero se senti i, amb els peus fixos en les pedalines, es bot desplaçar de popa a proa flexionant els genolls.

## Tipus de bots
Els tipus d'embarcacions establertes per la FISA es classifiquen en dues submodalidades: rem en couple i en punta. Aquesta classificació es basa en el nombre de rems que cada remer usa:

### bots de couple
En els bots de couple o scull cada remer usa dos rems, agarrant cadascun amb sengles mans col·locades en les empunyadures. Cada rem es recolza en la chumacera de la seva respectiva banda: babord i estribord. Hi ha tres tipus de bots olímpics de couple segons el nombre de tripulants que remin.

#### Skiff (1x)
El skiff o single, és el bot individual. La longitud mitjana d'aquests bots és de 8.2 m. I han de pesar com a mínim 14 kg.
Les modalitats segons la normativa FISA són:
- M1x: Skiff masculí.
- LM1x: Skiff lleuger masculí (remeros de com a màxim 72.5 kg).
- W1x: Skiff femení.
- LW1x: Skiff lleuger femení (remeras de com a màxim 59 kg).

#### Doblegui Scull (2x)
El doble scull o doble, és un bot amb dos tripulants cadascun amb dos rems. El pes mínim de l'embarcació permès per la FISA és de 27 kg.
Modalitats FISA:
- M2x: Doble scull masculí.
- LM2x: Doble scull lleuger masculí (pes mitjà de la tripulació fins a 70 kg, individualment fins a 72.5 kg).
- W2x: Doble scull femení.
- LW2x: Doble scull lleuger femení (pes mitjà de la tripulació fins a 57 kg, individualment fins a 59 kg).

#### Quatre scull (4x)
El quatre scull o cuadruple, és el bot de couple de 4 remers. És el bot olímpic en couple més llarg.

### Bots de punta
En els bots de punta (o de banda), cada remer col·loca les seves dues mans en l'empunyadura del rem, que és més llarga que en els rems de couple, de manera que una mà (normalment cridada exterior) queda en la punta del rem i l'altra (interior) a uns 20-30 cm.
Com en aquest cas el rem va recolzat en una chumacera de babord o d'estribord, hi ha dues classes de remers en un bot en punta, els babords i els estribords. Perquè la força total sobre l'embarcació estigui equilibrada, el normal és triar el mateix nombre de remers babords que d'estribords. Normalment van asseguts alternativament un a cada banda, encara que es poden donar altres configuracions.

### Dos sense timoner (2-)

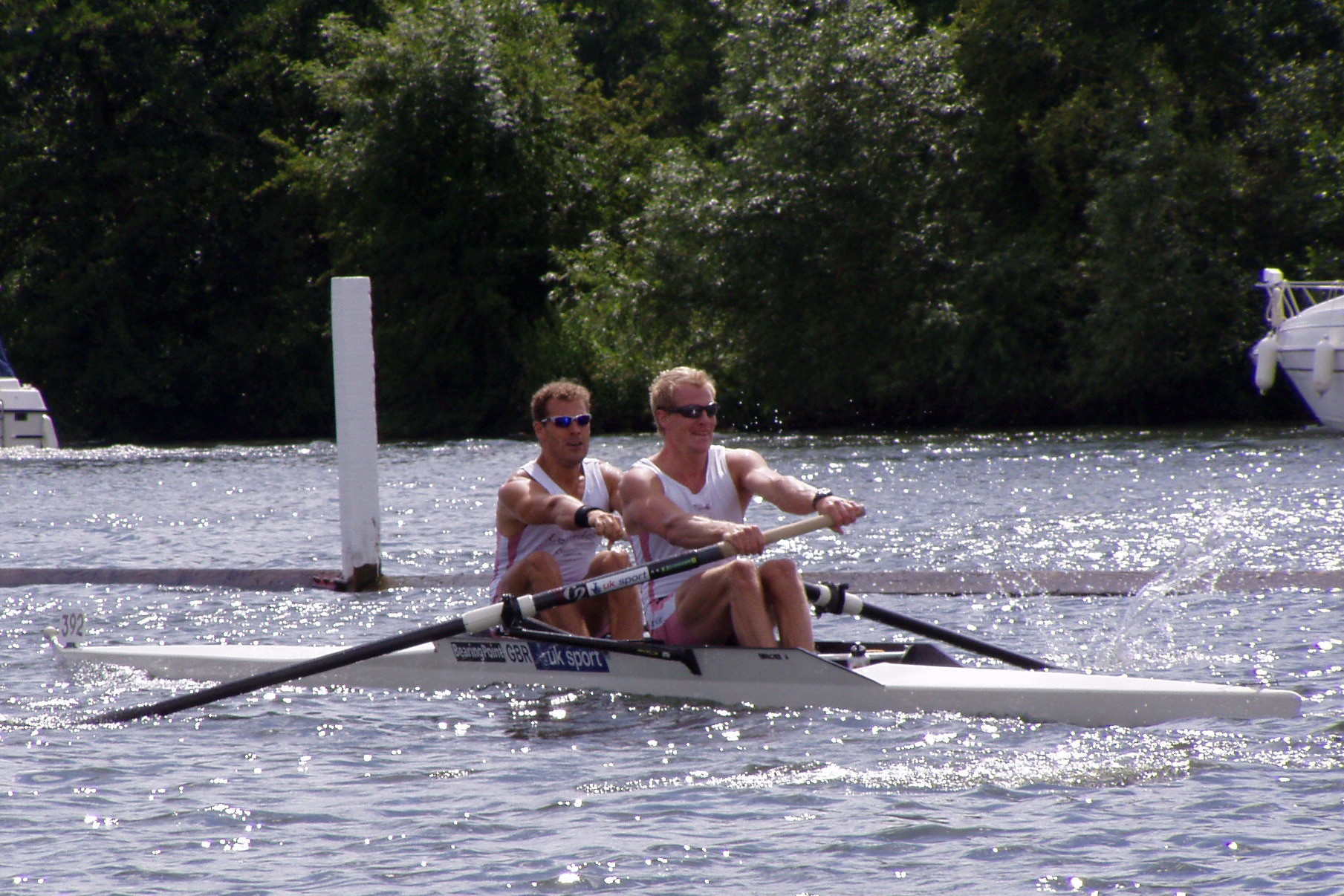
Dos sense timoner

El dos sense és el bot en punta de 2 tripulants, un de babord i un altre d'estribord.

### Dos amb timoner (2+)
El dos amb timoner és igual que el dos sense excepte perquè porta un timoner, que normalment va tombat a la proa. El timoner s'encarrega de portar la direcció del bot a través un timó que es col·loca en la popa del bot. Una altra tasca del timoner és la d'animar i donar instruccions als remers a mesura que avança la competició.

### Quatre sense timoner (4-)
El quatre sense és el bot de punta de 4 tripulants, dues per cada banda, que normalment se sentin alternativament un a cada banda encara que és possible una altra col·locació com la trucada italiana en alguns llocs d'Espanya en la qual els remers de popa (marca) i proa (proa) comparteixen banda, sigui babord o estribord.

### Quatre amb timoner (4+)
És igual que el quatre sense però porta un timoner normalment tombat en proa amb les mateixes característiques que en el 2+.

### Vuit amb timoner (8+)
El vuit amb o simplement vuit és l'única modalitat de punta de vuit tripulants, i sempre porta timoner. A aquesta modalitat la hi sol considerar la prova reina del rem per tenir una major velocitat i espectacularitat que la resta.
El vuit porta un timoner que sol anar assegut en popa, cara a cara amb el marca (remer de popa), i maneja amb uns cables el timó. Com en altres modalitats amb timoner, el timoner sol portar un sistema de megafonia anomenat Cox-Box (Caixa del timoner, en anglès), que també li mostra en temps real, el ritme de palades i la velocitat del bot. Amb aquest sistema el timoner dona instruccions sobre la tàctica de regata i anima als remers.
El vuit és la modalitat en què se solen realitzar les competicions més conegudes regates de rem, com poden ser la famosa Regata Oxford-Cambridge en el Tàmesi a Londres, la Head of the River Race també londinenca o a Espanya la Regata Sevilla-Betis de Sevilla.